# Gele kwelderpriemkever
De gele kwelderpriemkever (Bembidion ephippium) is een keversoort uit de familie van de loopkevers (Carabidae). De wetenschappelijke naam van de soort werd in 1802 gepubliceerd door Marsham.